# Aurel von Jüchen
Aurel von Jüchen (20. května 1902 Gelsenkirchen – 11. ledna 1991 Berlín) byl německý evangelický teolog, náboženský socialista a spisovatel.
Byl odpůrcem nacismu i komunismu. V letech 1950–1955 byl vězněn v gulagu Vorkuta na Sibiři.
Přišel 9. listopad 1938, „Křišťálová noc“. Aurel von Jüchen byl právě v Berlíně a šel jako mnoho Berlíňanů časně ráno následujícího dne po Kurfürstendammu, velké berlínské nákupní třídě. Tehdy tam byly většinou židovské obchody. Všechny okenní tabulky těchto obchodů a přilehlých bytů byly vytlučené, střepy rozházené po celé ulici zářily jako křišťál. Kurfürstendamm se všemi svými krásnými obchody působil nyní jako hromada trosek. Aurel von Jüchen, velký silný muž, byl zděšen tím, co se stalo. Uprostřed davu lidí na Kurfürstendammu silným hlasem pronesl: „Stydím se za to, že jsem Němec“. Nikdo se neodvážil dotknout se ho, ani SA ne!
Hebe Kohlbrugge, Dvakrát dvě je pět